# Carl Gustav Guckelberger
Carl Gustav Guckelberger (1820 - 9 d'agost de 1902) fou un químic alemany.
Guckelsberger treballà en una farmàcia a Stuttgart, però començà a estudiar química amb Hermann von Fehling, també a Stuttgart, durant dos semestres. Amb la recomanació de Fehling, Guckelsberger anà a completar la seva formació al laboratori de Justus von Liebig a la Universitat de Giessen, on rebé el seu doctorat. En la dècada de 1850 començà a treballar en una fàbrica de paper a prop de Großalmerode. Es retirà prop de Kassel el 1867 on visqué la resta de la seva vida.